# Cyclocross Vorselaar
Das Cyclocross Vorselaar war ein belgisches Cyclocrossrennen, das von 2000 bis 2010 Bestand hatte.

## Geschichte
Die erste Ausgabe fand im Oktober 2000 in Vorselaar statt. In der Saison 2001/2002 wurde das Rennen Teil der Superprestige-Serie, als Ersatz für den Druivencross in Overijse. Seit dieser Zeit war sein Termin im Februar, jeweils als Abschlussrennen des Superprestige. Nach 2010 wurde das Rennen eingestellt. Bis 2004 hieß es De Vlaamse Trofee Deschacht, danach war es auch als GP Fidea bekannt. Rekordsieger war Sven Nys mit fünf Erfolgen, ein Frauenrennen fand nicht statt. Schauplatz des Rennens war der Sportpark De Dreef am Rande von Vorselaar mit dem angrenzenden Waldgebiet.
Außerhalb des internationalen Rennkalenders werden in Vorselaar noch heute Cyclocrossrennen abgehalten, insbesondere im Jugendbereich; mehrfach wurden die Provinzialmeisterschaften hier organisiert. Verantwortlich hierfür zeichnen die Brüder Geert und Bart Wellens.

## Siegerliste
- 2000 (Okt):  Bart Wellens
- 2002 (Feb):  Richard Groenendaal
- 2003:  Bart Wellens
- 2004:  Sven Nys
- 2005:  Sven Nys
- 2006:  Sven Nys
- 2007:  Sven Nys
- 2008:  Niels Albert
- 2009:  Sven Nys
- 2010:  Zdeněk Štybar